# François Picavet
François Picavet (Petit-Fayt, 17 de mayo de 1851-París, 23 de mayo de 1921) fue un filósofo y traductor francés.
Es conocido por su ensayo titulado Les idéologues y publicado en 1891, en el que aborda la historia de las ideas y la de las teorías científicas, la filosofía y las ideas religiosas y políticas de Francia desde 1789.

## Obras
- Mémoire sur le scepticisme (1884)
- l'Histoire de la philosophie (1888)
- La Mettrie et la critique allemande (1888)
- Maine de Biran de l'an IX à l'an XI (1889)
- Les idéologues. Essai sur l'histoire des idées et des théories scientifiques, philosophiques, religieuses, etc. en France depuis 1789 (1891)